# Harry Maitey

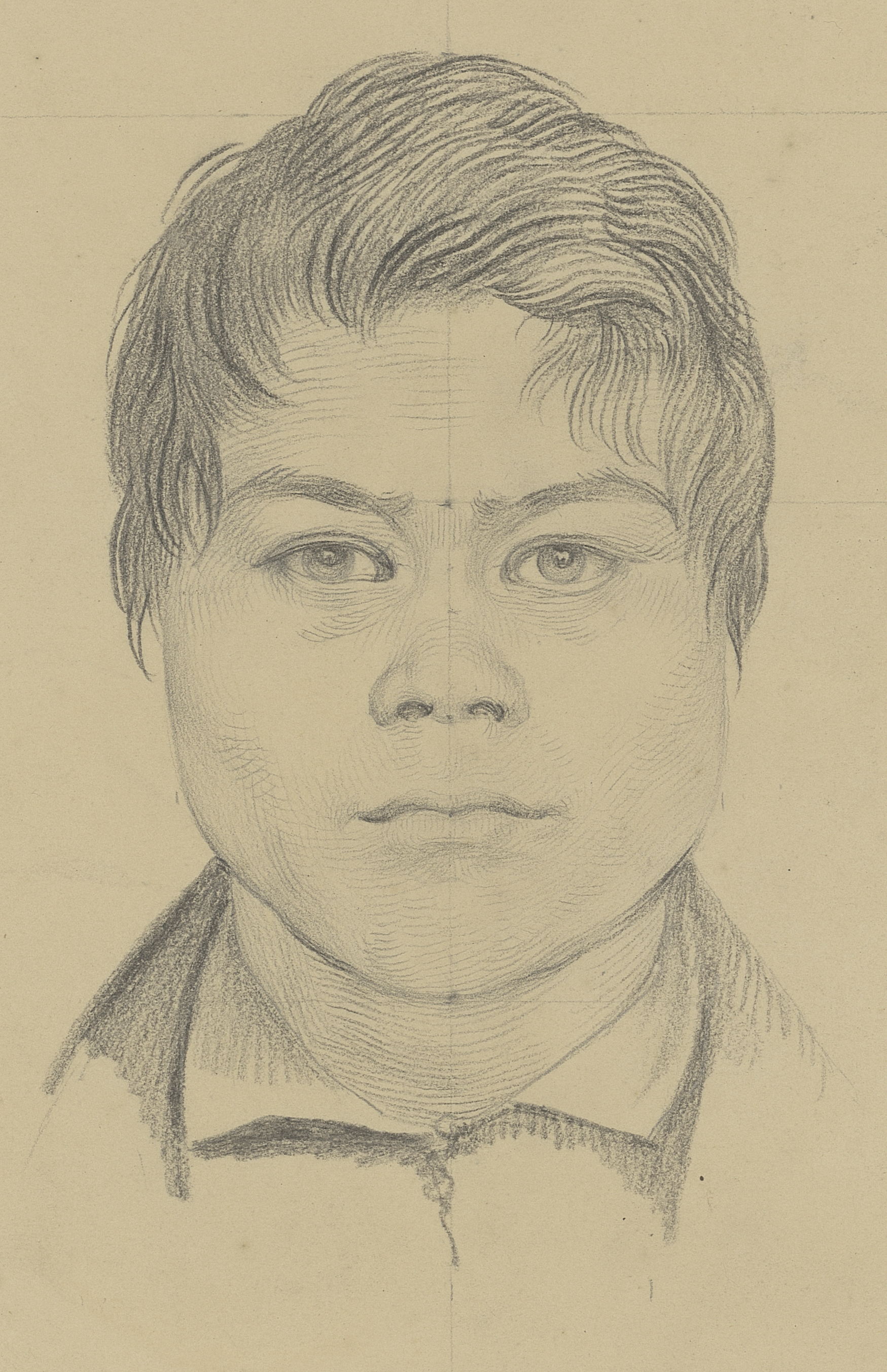
Zeichnung von Johann Gottfried Schadow, Kreide und Graphit, 26. Oktober 1824 (Ausschnitt)

Harry Maitey war der erste Hawaiier (* 23. April 1807 im Königreich Hawaiʻi; † 26. Februar 1872 in Klein-Glienicke), der nach Preußen kam.

## Leben

### Herkunft
Über das Leben Maiteys im Königreich Hawaiʻi ist wenig bekannt. Die Informationen über seinen hawaiischen Namen Kaparena werden von anderen Quellen nicht bestätigt. Der Name Harry Maitey wurde ihm von Deutschen gegeben. Nach den Aufzeichnungen Wilhelm von Humboldts gab er Teoni als den Namen seines Vaters und Bete als den seiner Mutter an.
Als die Handelsfregatte Mentor aus Bremen am 28. November 1823 in Honolulu ankam, hatte am Tag zuvor der französische Walfänger L’Aigle den Hafen mit dem hawaiischen König Liholiho und dessen Frau Kamāmalu verlassen. Während der König abwesend war, versammelten sich Häuptlinge von anderen Inseln auf Oʻahu, und auch der Tod von Keoua, dem Gouverneur von Maui, verursachte eine Atmosphäre der politischen Unruhe. Es ist nicht bekannt, ob Maitey durch diese Situation dazu gedrängt wurde, darum zu bitten, an Bord der Mentor genommen zu werden, des ersten preußischen Schiffs, das sowohl die Welt umrundete als auch Hawaii besuchte. Die Erkundigungen, die über den Jugendlichen eingeholt wurden, bestätigten, dass er keine Verwandten hatte, und so durfte er Hawaii verlassen. Der Name Maitey wurde von den Deutschen als Henrys (oder Harrys) Familienname aufgezeichnet, aber es ist offensichtlich, dass es sich dabei um eine Ableitung vom hawaiischen maikaʻi oder maitaʻi (deutsche Übersetzung: gut) und nicht um seinen tatsächlichen Namen handelt.

### Reise nach Preußen
Für die Reise war das Schiff von der Preußischen Seehandlung gechartert und noch während der Fahrt als erstes einer eigenen Flotte gekauft worden. Da die Seehandlung dem preußischen König Friedrich Wilhelm III. unterstand, wurde nach der Ankunft der Mentor in Swinemünde am 14. September 1824 der König über den Sandwich-Insulaner informiert und dieser entschied am 27. September, dass der Präsident der Seehandlung Christian Rother ihn nach Berlin zu bringen habe. Maitey blieb dort in Rothers Haus, bis der König am 15. Oktober festlegte, dass er die deutsche Sprache lernen und nach den Prinzipien des Christentums erzogen werden solle.

### Bildung

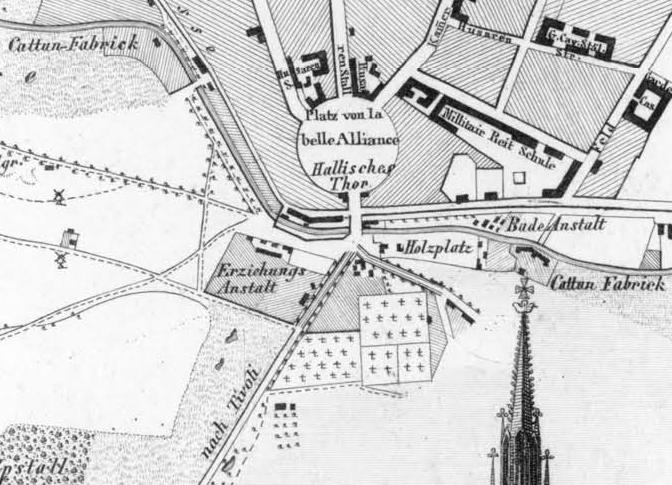
Karte mit der Erziehungs-Anstalt vor dem Halleschen Tor (1848)

Maitey lebte bis 1827 bei der Familie von Präsident Rother, als er in das Erziehungshaus vor dem Halleschen Tor umzog, einer Schuleinrichtung, die er seit 1825 besucht hatte. Im Jahre 1827 wurde Maitey eingeladen, mit Wilhelm von Humboldt Gespräche über die hawaiische Sprache zu führen, deren Ergebnisse Humboldt zunächst 1828 in der Berliner Akademie der Wissenschaften vorstellte. Das auf der Grundlage der Gespräche angelegte Sandwich-Wörterverzeichnis diente von Humboldt als Grundlage seiner Forschungen zu den malayo-polynesischen Sprachen und Maitey als seine wichtigste Quelle für das Hawaiische.
Ab Herbst 1829 hatte er im Erziehungshaus für etwa acht Monate einen hawaiischen Gefährten: Jony Kahopimeai, der mit dem preußischen Schiff Princess Louise nach Deutschland gekommen war. Nachdem Maitey seinen Dienst auf der Pfaueninsel begonnen hatte, besuchte ihn Jony gelegentlich, doch im Februar 1831 wurde er krank, starb an einer Lungenentzündung und wurde am 2. März 1831 begraben.

### Dienst auf der Pfaueninsel

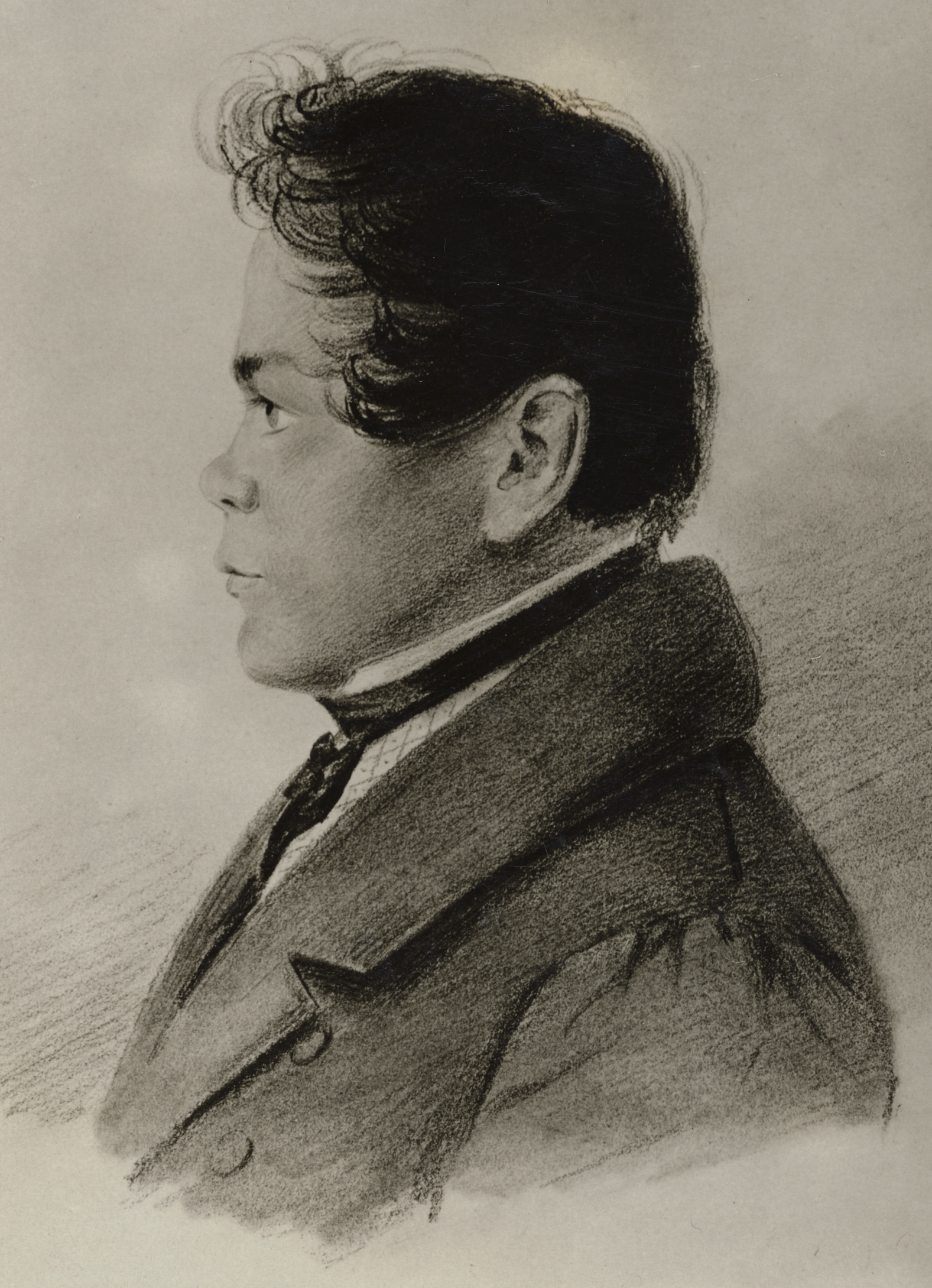
Harry Maitey um 1850

Am 23. April 1830 wurde Maitey getauft und konfirmiert. Bei der Taufe erhielt er die deutschen Namen Heinrich Wilhelm. Im August übernahm man Maitey in den königlichen Haushalt und wies ihn als Assistent dem Maschinenmeister auf der Pfaueninsel zu. Die Akten führten ihn als Mündel des Königs und Assistenten des Maschinenmeisters. In den Dokumenten findet sich auch ein Vorschlag, dass Maitey Fährmann der Pfaueninsel werden solle, aber offensichtlich bot ihm die schließlich übertragene Aufgabe viel bessere Perspektiven.
Im Sommer 1834 kamen zwei Hawaiigänse (nēnē) auf die Insel, die ebenfalls mit dem Schiff Princess Louise nach Deutschland gebracht worden waren.
Der Maschinenmeister Franciscus Joseph Friedrich bildete Maitey zum Drechsler, Schlosser und Tischler aus.
Nach einigen Schwierigkeiten bekam Maitey mit Hilfe von Christian Rother die königliche Erlaubnis zur Hochzeit und heiratete Dorothea Charlotte Becker am 25. August 1833 in der Kirche von Stolpe. Nach der Hochzeit zog das Paar nach Klein-Glienicke, daher musste Maitey nun eine größere Strecke zur Arbeit auf der Pfaueninsel zurücklegen. Später fehlte er immer öfter, was zu Schwierigkeiten in seiner Beziehung zu Friedrich führte. Schließlich wurde entschieden, Maitey dem königlichen Hofgärtner Gustav I. Adolph Fintelmann zuzuordnen.
Während der Arbeit unter Meister Friedrich half Maitey ihm offenbar, Miniaturrepliken berühmter Schlösser und Kathedralen aus Elfenbein und Perlmutt anzufertigen. Der Anteil seiner Schnitzkunst schien unentbehrlich zu sein, denn später wurde festgestellt, dass Friedrich keine Modelle mehr herstellte, nachdem ihn sein Assistent Maitey verlassen hatte. Es wird auch angenommen, dass Maitey der Künstler war, der einige gelbe Raumteiler im Schloss schuf, die ebenfalls Friedrich zugeschrieben werden.

## Familie
Mit seiner Frau Dorothea Charlotte hatte Maitey drei Kinder. Ihr Sohn Heinrich Wilhelm Otto (* 2. Dezember 1837, † 2. März 1838) und seine jüngere Schwester Friederike Wilhelmine (* 7. Januar 1846, † 11. Januar 1846) starben als Kleinkinder, während ihr zweiter Sohn Heinrich Wilhelm Eduard (* 8. Dezember 1839, † 1906) seine Eltern überlebte. Seine Tochter Martha (* 28. Juni 1869), das einzige Enkelkind Maiteys, welches das Erwachsenenalter erreichte, blieb unverheiratet. Bekannt sind außerdem ihre zwei Brüder Ernst David Johann, der im Alter von 8 Monaten am 19. Oktober 1871 verstarb, und der als Sekundaner am 21. November 1881 verstorbene Eduard Heinrich Waldemar.

## Späte Jahre und Nachleben

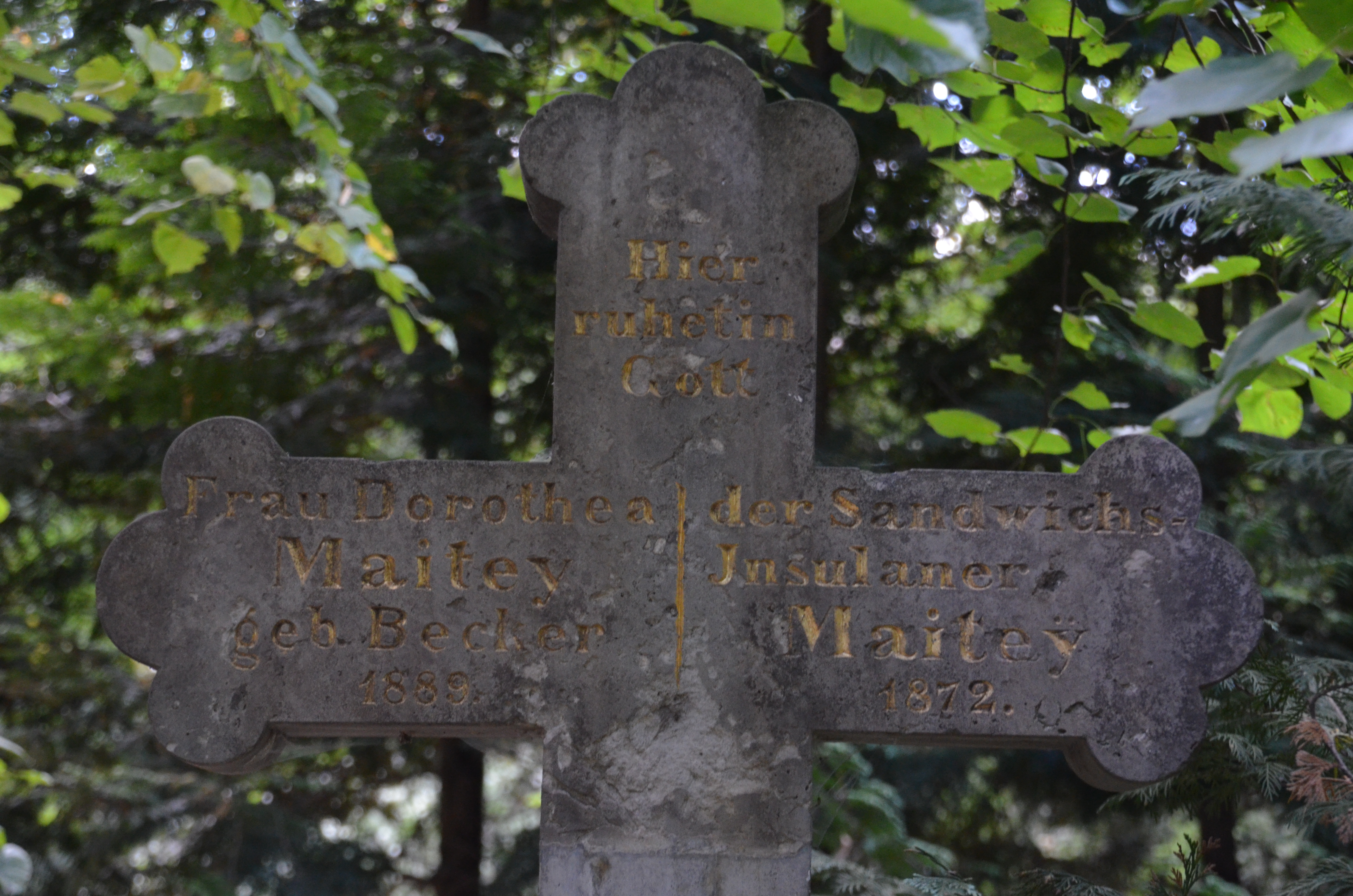
Grab von Harry Maitey: Inschrift für ihn selbst und seine Frau

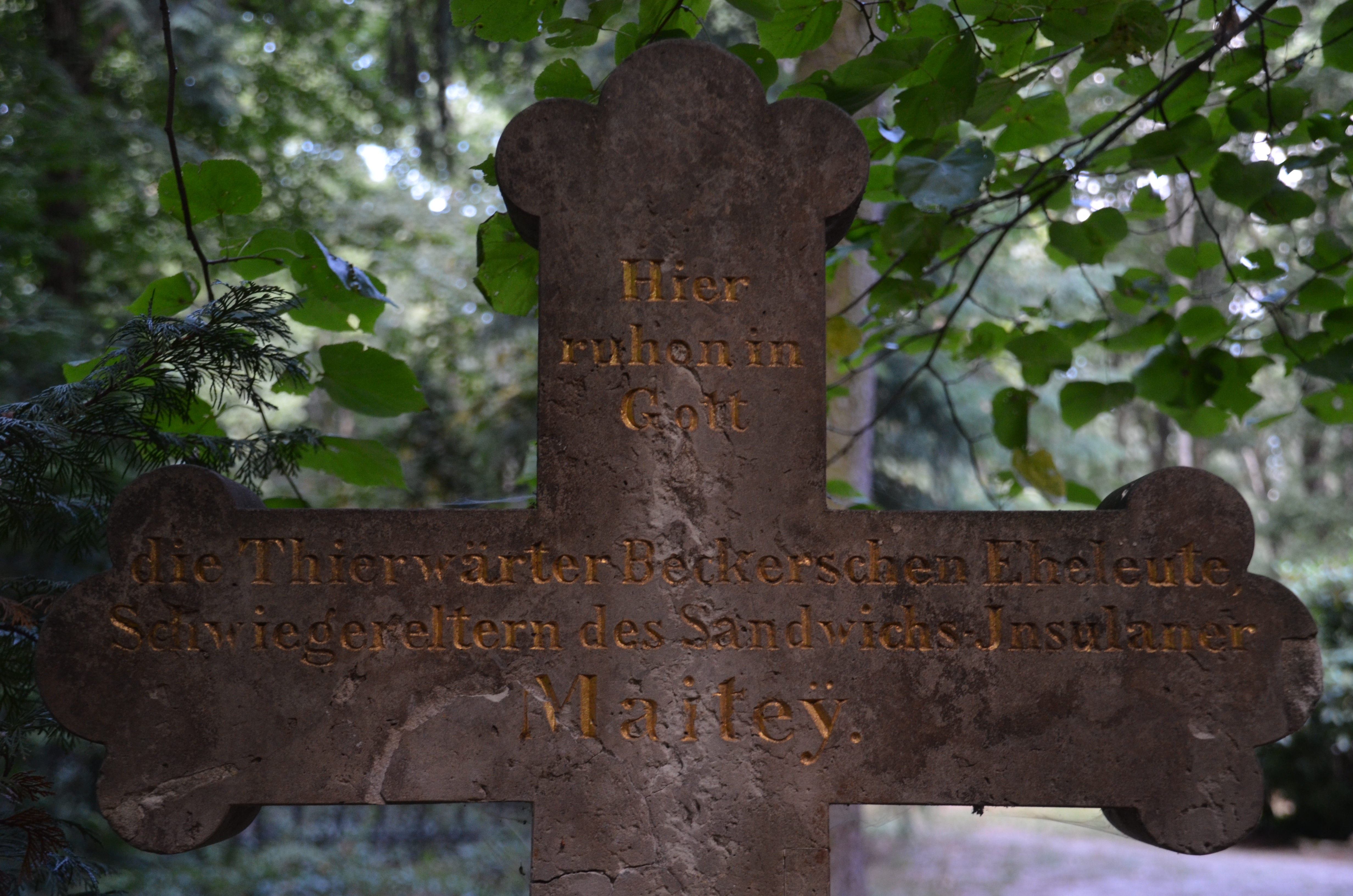
Grab von Harry Maitey: Inschrift für seine Schwiegereltern

Maitey verbrachte den Rest seines Lebens in Klein-Glienicke (Kurfürstenstraße 10). Er starb im Alter von 64 Jahren durch eine Pockenerkrankung am 26. Februar 1872 in seinem Haus als Rentenempfänger des Königs. Sein Grab befindet sich auf dem kleinen Friedhof nicht weit von der Kirche St. Peter und Paul auf Nikolskoe in der Nähe der Pfaueninsel und ist auch die letzte Ruhestätte seiner Frau und seiner Schwiegereltern. Die Inschriften auf dem Grabkreuz lauten:

„Hier ruhet in Gott / Frau Dorothea Maitey geb. Becker 1889. / der Sandwichs-Insulaner Maiteÿ 1872.

Hier ruhen in Gott / die Thierwärter Beckerschen Eheleute, Schwiegereltern des Sandwichs-Insulaner Maiteÿ.“

Die Bezeichnung Sandwichs-Insulaner geht auf die Benennung der Hawaii-Inseln durch James Cook nach Lord Sandwich zurück und nicht auf die Südlichen Sandwichinseln.
Maiteys Sohn Eduard glaubte, dass sein Vater ein hawaiischer Prinz gewesen sei. Caesar von der Ahé, der 1930 und 1933 Artikel über Maitey veröffentlicht hatte, bezweifelte dies. Von der Ahé erwähnte als wahrscheinlichen hawaiischen Namen Maiteys Kaparena, aber es gibt keinen Nachweis dafür in den preußischen Dokumenten. Er schrieb auch mit Verweis auf Akten des früheren preußischen Hofes, dass Maiteys Vater ein Soldat war.
Es ist unbekannt, ob Maiteys Witwe oder Eduard die Möglichkeit hatten, König Kalākaua bei seinem Besuch in Berlin und Potsdam im August 1881 zu sehen. Eduard war allerdings für einige Zeit als Aktuar in Angermünde tätig, bevor er für den Rest seines Lebens nach Potsdam zurückkehrte.

## Kulturelle Besonderheiten
Maitey dürfte sein Verhältnis zum Präsidenten der Seehandlung Christian Rother als die in seiner Heimat übliche Adoption (hānai) verstanden haben. Dies erklärt auch die Missverständnisse in den Jahren 1829 und 1830, als Maitey vergeblich hoffte, wieder in den Haushalt Rothers zurückkehren zu können.

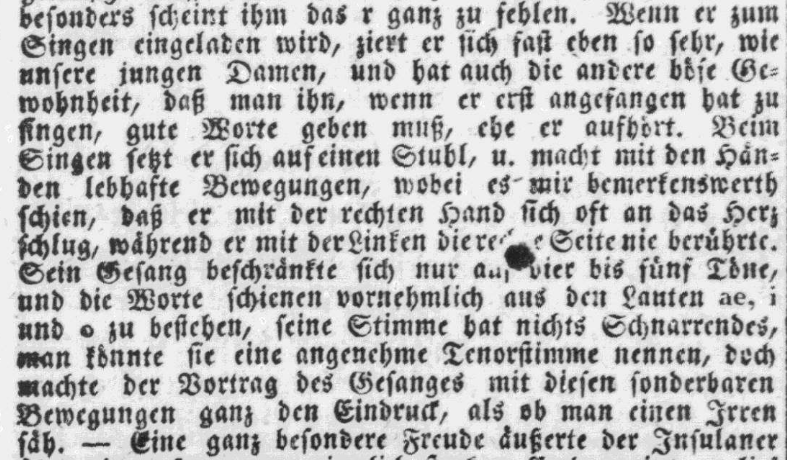
Vossische Zeitung vom 18. Oktober 1824 (Wissenschaftliche und Kunst-Nachrichten)

Aus einem Zeitungsbericht von 1824 geht hervor, dass Maitey das Berliner Publikum mit einem Hula bekanntmachte, der im Sitzen getanzt wurde (hula noho):

„Wenn er zum Singen eingeladen wird, ziert er sich fast eben so sehr, wie unsere jungen Damen, und hat auch die andere böse Gewohnheit, daß man ihn, wenn er erst angefangen hat zu singen, gute Worte geben muß, ehe er aufhört. Beim Singen setzt er sich auf einen Stuhl, u. macht mit den Händen lebhafte Bewegungen, wobei es mir bemerkenswerth schien, daß er mit der rechten Hand sich oft an das Herz schlug, während er mit der Linken die rechte Seite nie berührte. Sein Gesang beschränkte sich nur auf vier bis fünf Töne, und die Worte schienen vornehmlich aus den Lauten ae, i und o zu bestehen, seine Stimme hat nichts Schnarrendes,man könnte sie eine angenehme Tenorstimme nennen, doch machte der Vortrag des Gesanges mit diesen sonderbaren Bewegungen ganz den Eindruck, als ob man einen Irren säh.“

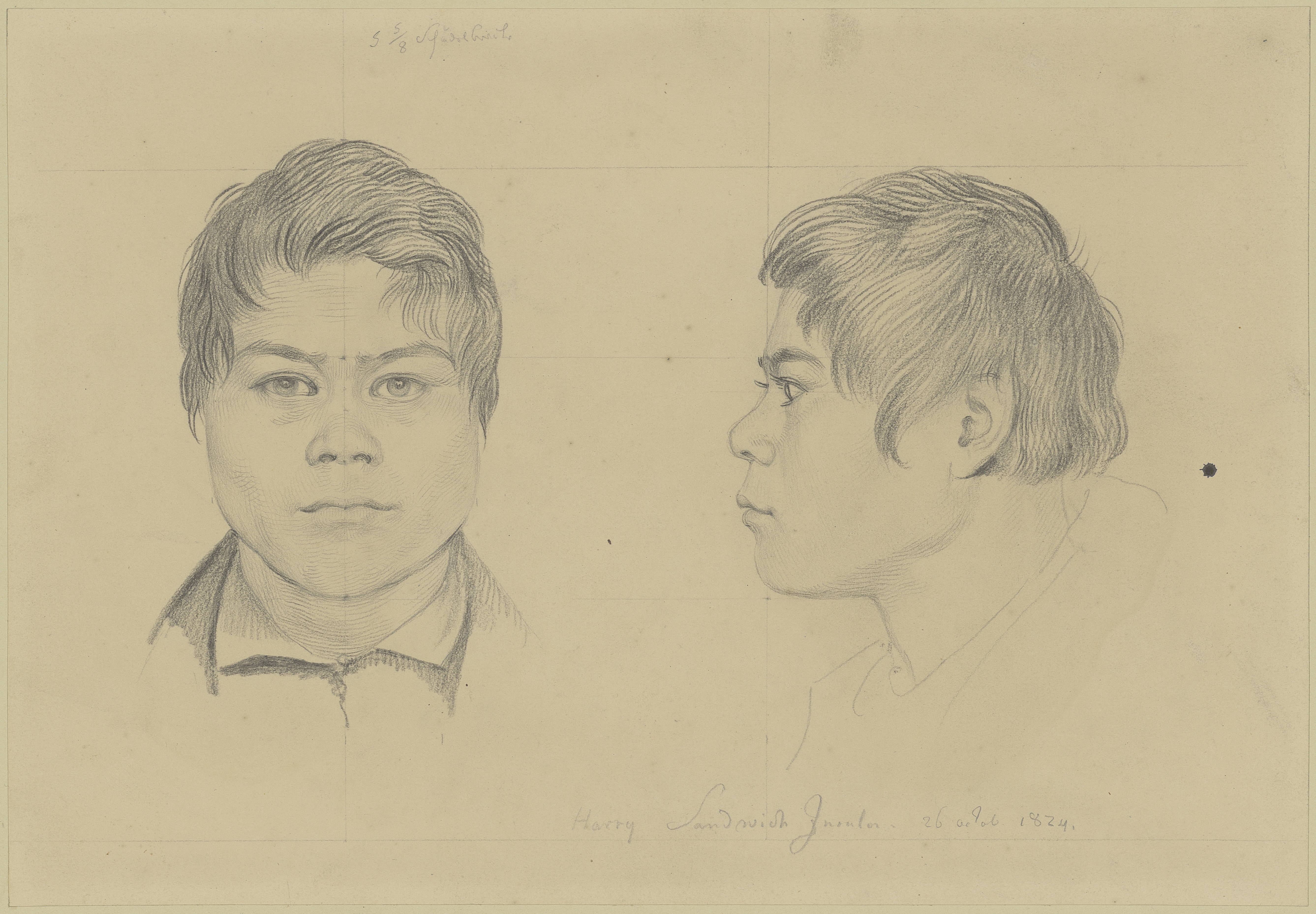
Zeichnung von Johann Gottfried Schadow, Kreide und Graphit, 26. Oktober 1824

Der stark an Physiognomik interessierte Johann Gottfried Schadow zeichnete Maitey 1824 und stellte zu seinem Aussehen fest:

„Da derselbe unter uns geblieben, so zeigt der Augenschein einem Jeden, daß in dessen Gesichtszügen nichts Abweichendes von den unsrigen wahrzunehmen ist. Die breiten Wangenbeine finden sich auch bei uns, und, obgleich sein Schädel schmäler, wird dieser doch durch die starken und dicken Haare versteckt; was ihn einigermaßen unterscheidet ist die dunklere Hautfarbe. Zu einer feineren Geistesbildung fand er sich nicht geeignet.“